# Sárkány-lyuk-völgyi-odú
A Sárkány-lyuk-völgyi-odú a Duna–Ipoly Nemzeti Parkban található Vértes hegységben, Gánton lévő egyik barlang.

## Leírás
Gánt külterületén, erdőben helyezkedik el a barlang. A Sárkány-lyuk-völgy Ny-i oldalában, az úttól kb. 15 m relatív magasságban, sűrűn benőtt cserjés, bozótos oldalban, egy kis sziklakibúvásban, 311 m tszf. magasságban van a Sárkány-lyuk-völgyi-odú bejárata. Megközelíthető a Véreskozmáról a Fáni-völgybe vezető műút mellett (az út bal oldalán) lévő Hirczy-emlékműtől induló úton, melyen kb. 1200 m-t kell menni. Bejárata nem látható az útról, a korábbi irtás benövényesedése miatt. K-re tekintő bejárata természetes jellegű, háromszög alakú, 3,1 m széles, 1,8 m magas és vízszintes tengelyirányú. Turistatérképeken jelölve van a barlang helye barlangjellel és nevének feltüntetésével. A Sárkány-lyuk-völgyi-odútól ÉÉK-re, 60 m-re, kb. 10 m-rel magasabban van a Sárkány-lyuk-völgyi 2. sz. üreg bejárata.
A Sárkány-lyuk-völgyi-odú triász dolomitban jött létre. Egyetlen kicsi, vízszintes aljú üregből áll, mely a kőzet rétegződése mentén, kifagyás miatt alakult ki. Kitöltése kevés kőzettörmelékből, porból áll. Bejáratában páfrány és egyéb kis lágyszárú növények élnek. A nehezen járható (meredek) terepen megközelíthető, könnyen, utcai ruhában járható barlang megtekintéséhez nem szükséges engedély.
2003-ban volt először Sárkány-lyuk-völgyi-odúnak nevezve a barlang az irodalmában. Előfordul a barlang az irodalmában Sárkány-lyuk-völgyi 1. sz. odú (Kordos 1984), Sárkány-lyuk-völgyi-odu (Alba Regia Barlangkutató Csoport 1979), Sárkánylyuk-völgyi-odú (Egri 2003), Sárkánylyuk-völgyi odú (Béni, Viszló 1996) és Sárkány-lyuk-völgyi–odú (Kocsis 1975) neveken is.

## Kutatástörténet
A Kocsis Antal által írt, 1975-ben megjelent kiadványban az olvasható, hogy a Sárkány-lyuk-völgyi–odú a Hirczy-emlékműtől a Sárkány-lyuk-völgybe vezető, zöld jelzésű turistaúton 1150 m megtétele után érhető el. Az odú bejárata a Ny-i völgyoldalban, 10 m relatív magasságban, réteges dolomitsziklában nyílik. A barlang hossza 2,5 m, magassága 1,5 m, külső szélessége pedig 3,5 m. Belül 1 m-re szűkül, magassága pedig 0,5 m-re csökken. A réteges elválású üregfal aprózódása hozta létre az odút. Zuzmótelepek, zöldmoszatok, rovarok és pókok fordulnak elő benne. A kiadványban lévő térképmellékleten látható a Sárkány-lyuk-völgyi-odú földrajzi elhelyezkedése. A térképen 22-es számmal van jelölve a barlang.
Az Alba Regia Barlangkutató Csoport által 1979-ben készített kézirat szerint a Sárkány-lyuk-völgyi-odunak (S1) a Kocsis Antal által írt kiadványban Sárkány-lyuk-völgyi-odu a neve és 22-es a száma. A barlang Gánton (Fejér megye, Móri járás) helyezkedik el. A Vérteskozmáról a Fáni-völgybe vezető üzemi műút mellett lévő Hirczy-emlékműtől kezdődő Sárkány-lyuk-völgy Ny-i oldalában, az emlékműtől 1150 m-re, 300 m tszf. magasságban található az üreg. Jól látható bejárata a fedetlen, meredek völgyoldal szikláiban, kb. 15 m-rel a völgytalp felett nyílik. Szolga Ferenc megtudja mutatni a helyi jelentőségű üreget. K-re tekintő bejárata háromszög alakú, 1,6 m magas és 3,5 m széles. A vízszintes aljú kis sziklaodú néha nedves. Befoglaló kőzete réteges triász dolomit, melynek települése 340°/24°. Kitöltése néhány nagy kődarabból, némi kőtörmelékből és morzsalékból áll. Az egyetlen üregből álló barlang jobb oldali része kissé beljebb nyomult, de alacsonyabb és szűkebb, mint a barlang bal oldali része.
A réteglapok irányának megfelelően, kifagyás és mállás miatt jött létre. Mennyezetének elülső részén csapadékos időben intenzív csepegés, télen pedig jégcsapok figyelhetők meg. Vékony kitöltése némi szerves maradékból áll. Tüzelés nyomai és kormos falak vannak benne. A csoport talált két repeszdarabot (akna?) az üregben. A nyomok alapján muflonok is előfordulnak benne. Sok katicabogár van repedéseiben, bal oldali rókalyukában pedig egy kis állat lakik. Növényei: vérehulló fecskefű, csalán, vadkender, mohák és zuzmók. Legszélesebb a bejárati szelvényben, ahol 3,5 m széles. Ugyanitt a legmagasabb (1,6 m). Jobb oldali része 2,6 m-re mélyül be. Nem érdemes tovább kutatni az üreget. 1979. február 18-án, az üreg felkeresésekor végezte el a csoport a barlang felmérését, fényképezését és leírását. A csoport a Sárkány-lyuk-völgyi-odú keresésekor fedezte fel a Sárkány-lyuk-völgyi 2. sz. üreget. A Sárkány-lyuk-völgyi 2. sz. üreg a Sárkány-lyuk-völgyi-odútól ÉÉK-re, attól magasabban, kb. 50 m-re fekszik.

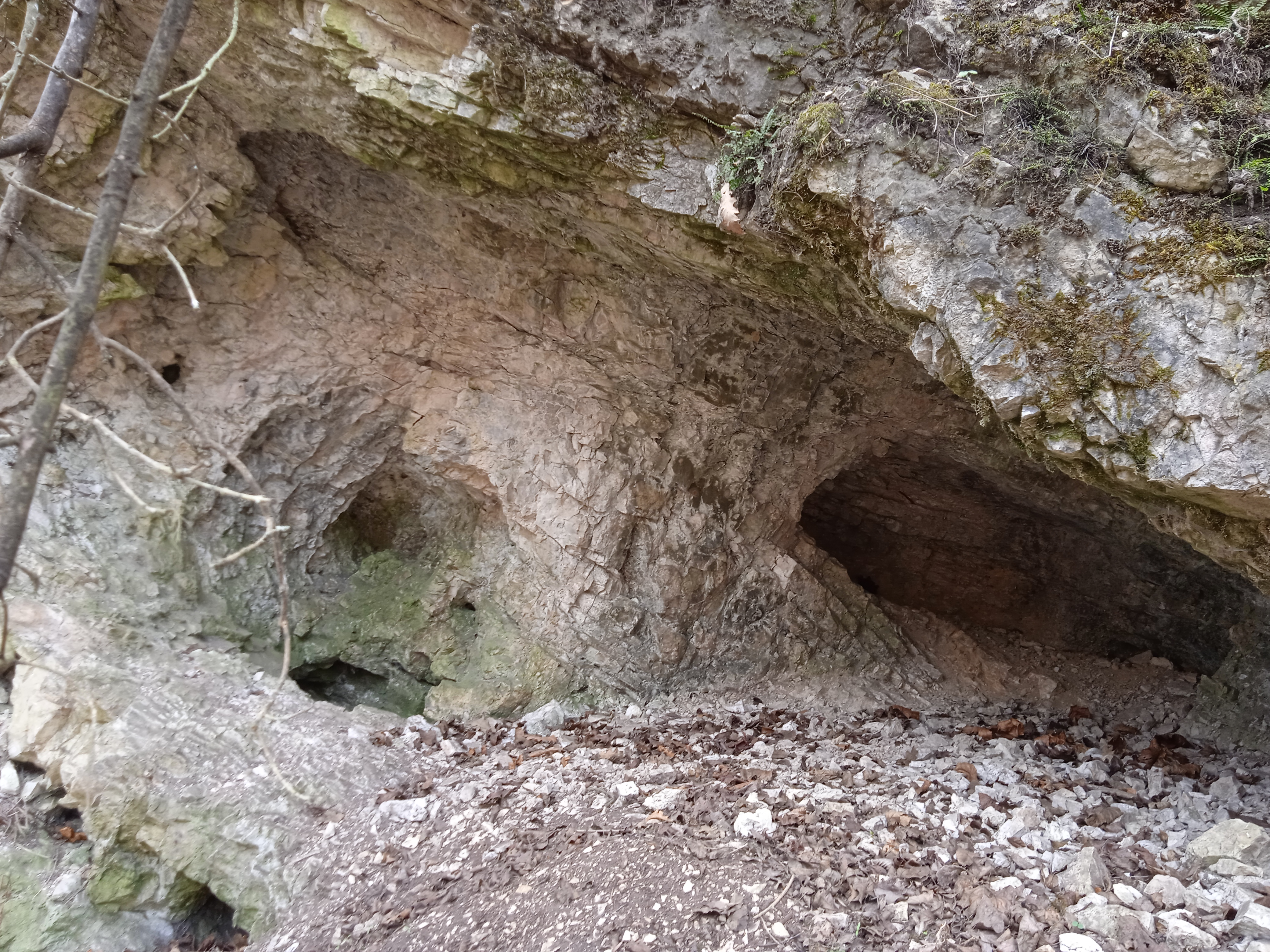
A Sárkány-lyuk-völgyi-odú belseje

A kéziratba bekerült a Sárkány-lyuk-völgyi-odú alaprajz térképe és két szelvény térképe, illetve a bejárat rajza. A térképek és a rajz 1:100 méretarányban ábrázolják a barlangot. Az alaprajz térkép használatához a térképlapon jelölve van az É-i irány. Az alaprajz térképen látható a két szelvény elhelyezkedése a barlangban. A térképek elkészítéséhez a barlangot Szolga Ferenc, Gönczöl Imréné, Kökény Károly és Zentai Ferenc mérték fel 1979. február 18-án. A térképeket a felmérés felhasználásával, 1979. február 23-án rajzolta Szolga Ferenc. A kéziratban látható a Fáni-völgy térképe (kb. 1:10.000 méretarány). A térképen jelölve van az É-i irány. A térképen megfigyelhető a Sárkány-lyuk-völgyi-odú (a térképen: S1) földrajzi elhelyezkedése. A kéziratban van három olyan fénykép, amelyek szemléltetik a barlangot. Az első fényképen a barlanghoz vezető út, a másodikon a barlang bejárata, a harmadikon pedig a barlang bejáratától látható látvány (a Sárkány-lyuk-völgy) figyelhető meg. A fényképeket Zentai Ferenc készítette.
Az 1984-ben kiadott, Magyarország barlangjai című könyv országos barlanglistájában szerepel a Vértes hegység barlangjai között a barlang Sárkány-lyuk-völgyi 1. sz. odú néven. A listához kapcsolódóan látható a Dunazug-hegység barlangjainak földrajzi elhelyezkedését bemutató 1:500 000-es méretarányú térképen a barlang földrajzi elhelyezkedése. A Béni Kornél és Viszló Levente által írt, 1996-ban napvilágot látott könyvben szó van arról, hogy a Fáni-völgy térségének hasonló kifejlődésű, kis méretű barlangjai a Sárkánylyuk-völgyi odú, a Sárkány-lyuk-völgyi 2. sz. üreg és a Lábasbükki-hasadékbarlang. A Sárkány-lyuk-völgyi-odút barlangászok fedezték fel.

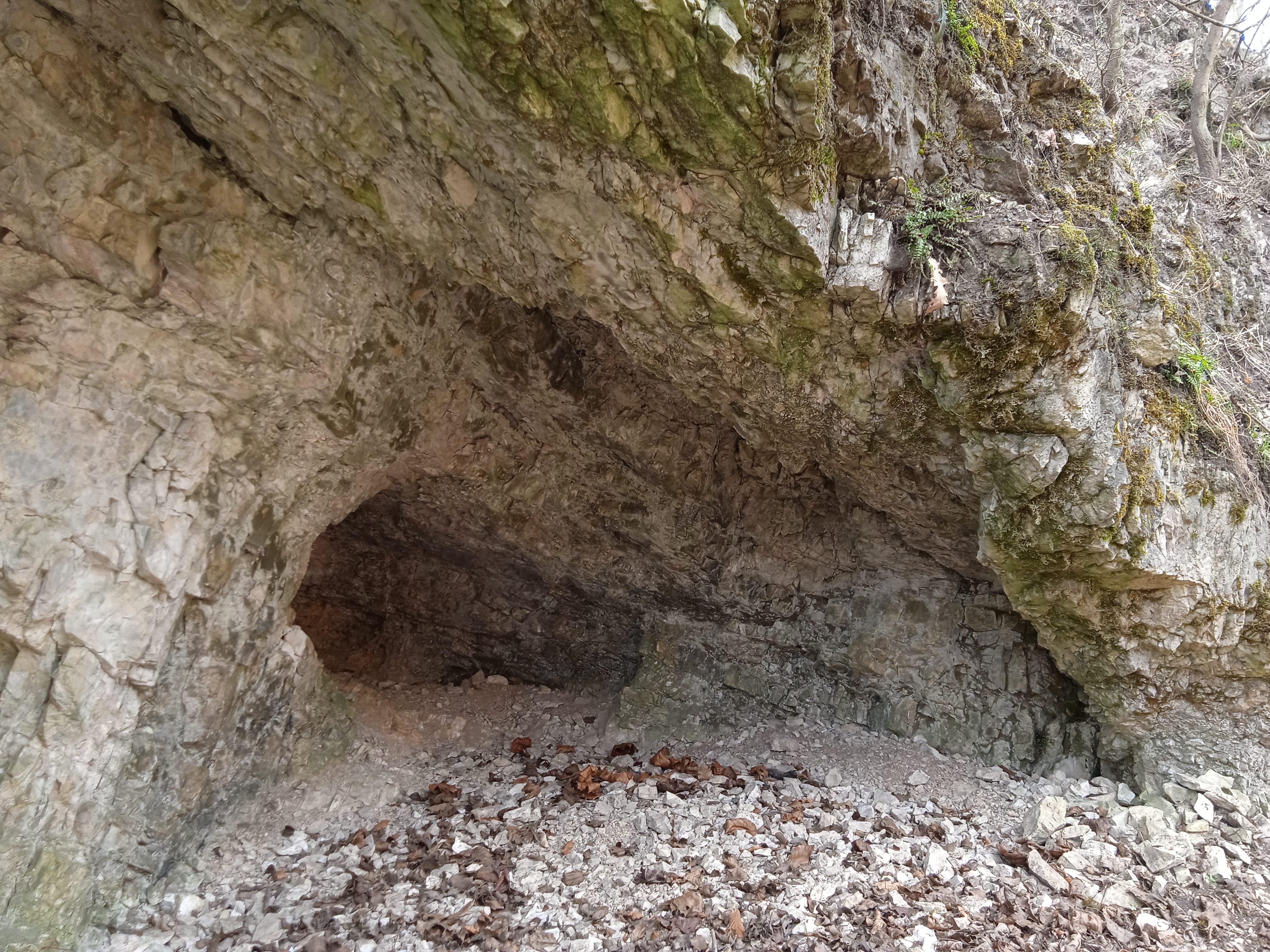
A Sárkány-lyuk-völgyi-odú belseje

A barlang 2003. május 17-én, BTI kataszteri felvétel alapján készült nyilvántartólapja szerint a 4522-23 barlangkataszteri számú Sárkány-lyuk-völgyi-odú (Sárkánylyuk-völgyi-odú) a Vértes hegységben lévő Gánton (Fejér megye) található. Az üreg bejáratának koordinátái (Trimble Geoexplorer 3): X: 604421, Y: 236192, Z: 311. Hegyoldalon lévő sziklakibúvásban, cserjésben van a barlang 3,1 m széles, 1,8 m magas, természetes jellegű, háromszög alakú és vízszintes tengelyirányú bejárata. A részletesen felmért barlang 5 m hosszú, 2,1 m függőleges kiterjedésű, 2,1 m magas, 0 m mély és 3 m vízszintes kiterjedésű. Triász dolomitban húzódik az üreg. A barlang kialakulását előkészítette a rétegződés. Az üreg kifagyásos kőzetaprózódás miatt jött létre.
A sziklaodú térformájú barlang vízszintes aljzatú, és jellemző szelvénytípusa a szabálytalan. Szervetlen, helyben keletkezett törmelékkitöltése kőzettörmelékből áll. Haraszt, magasabbrendű növény fordul elő benne. Tematikus feldolgozás: térkép, fénykép, kataszter, leírás. 1975-ben lett először említve a barlang az irodalomban (Kocsis Antal). A gyakorlatilag érintetlen barlang aljzata gyakorlatilag érintetlen. A nehezen járható (meredek) terepen megközelíthető, könnyen, utcai ruhában járható barlang megtekintéséhez nem szükséges engedély. Illetékes természetvédelmi hatóság: Duna–Ipoly Nemzeti Park Igazgatóság. A barlang felszínének védettsége: Vértesi Tájvédelmi Körzet (19/1976. OTvH határozat). Bejárata az 1979-ben készült kataszteri felvételben leírtakkal ellentétben már nem látható az útról, mert a korábbi irtás betelepült növényekkel. A felszerelés nélkül megtekinthető üregnek különösebb jelentősége nincs, a barlangot veszélyeztető tényező jelenleg nem ismeretes.